# Вернер Мунцингер
Вернер Мунцингер (на немски: Werner Munzinger) е швейцарски езиковед, пътешественик, дипломат, изследовател на Африка.

## Ранни години (1832 – 1854)
Роден е на 21 април 1832 година в Олтен, Швейцария. Учи естествени науки в Университета в Берн, а след това ориенталистика в Университета в Мюнхен и Сорбоната в Париж. През 1852 г. пътува за Египет и прекарва една година в Кайро, подобрявайки знанията си по арабски език. След това заминава за Александрия, където постъпва на работа във френска търговска компания.

## Експедиционна дейност (1854 – 1864)
От 1854 до 1857 г. възглавява търговска експедиция в Масауа, на брега на Червено море. По време на пребиваването си в Масауа извършва няколко пътувания по територията на Еритрея, като извършва ценни географски и етнографски наблюдения. По време на едно от пътуванията си, в град Керен (15°47′ с. ш. 38°27′ и. д. / 15.783333° с. ш. 38.45° и. д.) се запознава и оженва за местна жена от племето на богосите.
През 1861 г. се присъединява към експедицията на Теодор фон Хойглин, но в Северна Етиопия се отделя от нея и тръгва самостоятелно към Атбара и Хартум. През март 1862 г., отрядът възглавяван от Мунцингер от Хартум се отправя на запад и изследва платото Кордофан, от където безуспешно се опитва да достигне до областта Дарфур и платото Вадаи, за да научи нещо за изчезналия безследно немски изследовател Едуард Фогел. Следващата година през Масауа се завръща в Европа и написва интересна книга за 10-годишното си пребиваване в Африка: „Ost-Afrikanische Studien“, Schaffhausen, 1864 (в превод „Източноафрикански етюди“).

## Следващи години (1864 – 1875)
От 1864 до 1873 г. продължава да пребивава в Еритрея най-напред като британски (от 1865 г.), а след това (от 1868 г.) – като френски консул в Масауа. През 1870 г. пътува до югоизточното крайбрежие на Арабския полуостров, а през 1871 е назначен от египетското правителство на поста губернатор на Масауа и като такъв пристъпва към разширяването на египетските владения за сметка на етиопските земи, съчетавайки своята колонизаторска дейност с изследователска.
През 1873 Мунцингер със звание паша става генерал-губернатор на Египетски Судан, който пост заема до смъртта си.
В края на октомври 1875 г. възглавява египетския експедиционен корпус, целта на който е анексирането на независима Етиопия. При завързалото се сражение с племето гала при Ауаса (Аваса) Мунцингер е тежко ранен и умира два дни по-късно на 7 ноември на 43-годишна възраст.